# Amazing Fantasy 15
Amazing Fantasy no 15 est une bande dessinée américaine de la série d'anthologies Amazing Adult Fantasy connue pour avoir diffusé la toute première histoire du super-héros Spider-Man pendant l'âge d'argent des comics. Publiée en 1962, elle fait partie des comics books les plus recherchés par les collectionneurs et la vente d'un exemplaire en bon état lors d'enchères dépasse le million de dollars.

## Publication
Amazing Fantasy n°15 devait être publié en juin 1962 (avec une date de couverture d'août 1962) mais sort finalement en septembre 1962. Il est le dernier numéro de la série Amazing Adult Fantasy et a été renommé pour l'occasion.

### Contenu
Ce numéro est une anthologie qui contient quatre histoires réalisées par la même équipe créative :
- Spider-Man! par Stan Lee et Steve Ditko (11 pages)
- The Bell Ringer par Stan Lee et Steve Ditko (3 pages)
- The Man in the Mummy Case par Stan Lee et Steve Ditko (5 pages)
- There are Martians Among Us par Stan Lee et Steve Ditko (5 pages)

## Spider-Man!

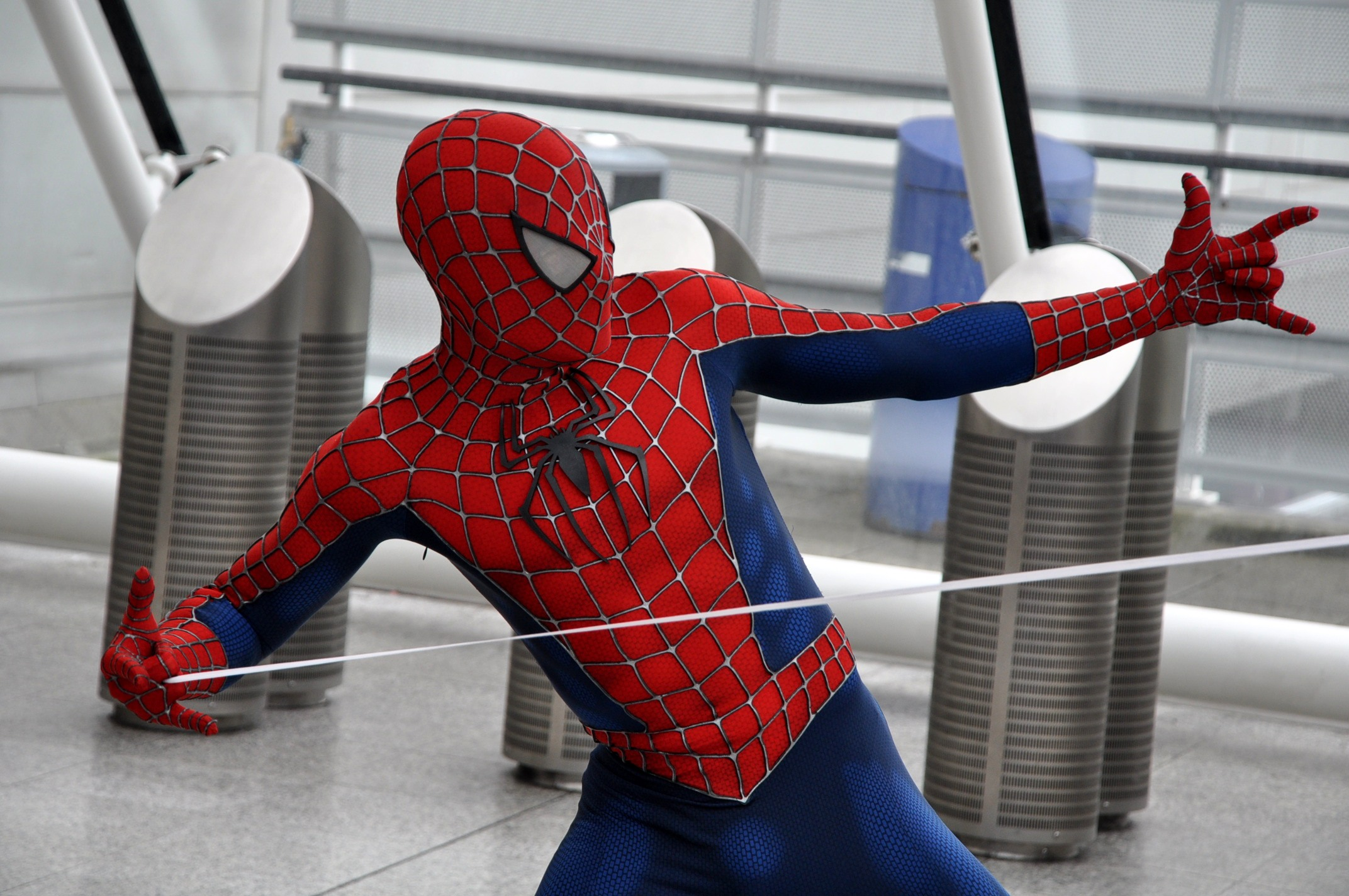
Cosplay de Spider-Man.

En 1962, la série Amazing Adult Fantasy réalise de très mauvaises ventes. Les récits de science-fiction présentés par celle-ci ne font pas le poids face aux histoires de super-héros plus appréciées par le public. L'éditeur décide donc de stopper la série après le numéro 15.
Au même moment, Stan Lee propose une nouvelle idée pour une histoire de super-héros à l'éditeur Martin Goodman. Celle d'un adolescent gringalet et maladroit qui gagne des supers pouvoirs à la suite d'une morsure d'araignée. Au départ, Goodman s'oppose au projet. Il soulève deux points négatifs. Le choix de l'araignée peut rebuter les lecteurs ; les arachnides étant généralement peu appréciés. Et le choix d'un adolescent seul comme héros principal d'un comics est nouveau pour l'époque. Depuis 1940, année de la création de Robin, allié de Batman, les adolescents héros sont avant tout des sidekicks, les partenaires et faire-valoirs de héros adultes. Malgré tout, il laisse Lee développer l'idée.
Dans un premier temps, Lee s'associe avec Jack Kirby pour réaliser les dessins. Mais trouvant les dessins de Kirby inadaptés pour le ton de l'histoire qu'il recherche, il se tourne vers Steve Ditko,. Du travail de Kirby, seule la couverture sera gardée, encrée par Ditko. L'histoire finie est présentée à Martin Goodman qui n'apprécie toujours pas mais, les ventes de Amazing Adult Fantasy étant catastrophiques et ayant déjà acté la fin de la série avec le numéro 15, il publie tout de même l'histoire en renommant la série Amazing Fantasy. Contre toute attente, c'est un succès et les ventes du numéro s'envolent.
Très vite, l'éditeur créé une nouvelle série à l'effigie de « l'Homme-Araignée ». Le premier numéro de The Amazing Spider-Man sort en décembre 1962 (date de couverture mars 1963).

### Résumé
Peter Parker, étudiant timide préférant les sciences au sport, est peu populaire auprès de ses camarades. Alors qu'il se rend à une exposition scientifique, il est mordu par une araignée radioactive. Peu de temps après la morsure, Parker se voit doté de pouvoirs. Ne sachant pas quoi faire dans un premier temps, il décide de participer à des combats de catch pour gagner de l'argent. Pour les combats, il se fabrique un costume rouge et bleu sur le thème de l'araignée et des « lance-toiles » pour se propulser. Il prend alors le nom de Spider-Man.
Sa célébrité augmente auprès du public, mais un soir, alors qu'il rentre chez son oncle et sa tante, il découvre qu'ils ont été agressés et que son oncle a été abattu. Voulant se venger, il se lance à la poursuite du meurtrier. En l'attrapant, il découvre que c'est un voleur qu'il a déjà croisé et qu'il avait laissé partir ne voulant pas être mêlé au travail de la police malgré ses pouvoirs. Concluant qu'il est lui-même responsable de la mort de son oncle, il comprend enfin que « quiconque possède le pouvoir... endosse de ce fait d'énormes responsabilités ».

### Récompense
Le numéro est récompensé du Prix Alley de 1962 pour la Meilleure Histoire courte (Best Short Story).

## Objet de collection
Comme Action Comics n°1, Amazing Fantasy n°15 est très recherché par les collectionneurs et réalise plusieurs records de ventes pour une bande dessinée américaine. En 2011, le comics devient le premier comic book datant de l'âge d'argent à dépasser le million de $ lors d'une vente aux enchères. Avant cette date, seuls des comics de l'âge d'or avaient dépassé cette somme. Dix ans plus tard, un numéro noté 9.6 par la Certified Guaranty Company (C.G.C.) est vendu pour 3,6 millions $,.
Ventes
| Notes CGC | Prix de vente  | Année |
| --------- | -------------- | ----- |
| 9.6       | 1,1 million $  | 2011  |
| 9.4       | 454 100 $      | 2016  |
| 9.4       | 795 000 $      | 2020  |
| 9.6       | 3,6 millions $ | 2021  |
| 8.5       | 552 000 $      | 2022  |
| 9.2       | 810 000 $      | 2023  |

## Archives
En 2008, un donateur anonyme confie à la Bibliothèque du Congrès les 24 planches de dessins originales de Amazing Fantasy n°15,.

## Publications francophones
- Stan Lee et Steve Ditko, Spider-Man 1962-1963, Panini Comics, coll. « L'Intégrale », 2017, 208 p. (ISBN 978-2-8094-6319-4)